# Johan Rudolf Mees
Johan Rudolf Mees (Haaften, 12 september 1882 - Glion (Montreux), 31 juli 1936) was een Nederlandse burgemeester.

## Biografie
Mees werd geboren in het patriciaatsgeslacht Mees en was een zoon van Arnold Lodewijk Mees (1858-1909) en Maria Wilhelmina van Leeuwen van
Duivenbode (1848-1942). Hij trouwde in 1920 met Johanna Froukelina Iacoba Roest (1891-1961) uit welk huwelijk geen kinderen werden geboren.
Bij Koninklijk Besluit van 1 oktober 1914 werd hij per 15 oktober benoemd tot burgemeester van Leerdam. In 1928 was hij aanwezig bij het feest voor het 50-jarig bestaan van de Glasfabriek Leerdam, terwijl in datzelfde jaar hij ook koningin Wilhelmina en haar dochter Juliana ontving voor een bezoek aan die glasfabrieken. Hij bleef burgemeester tot zijn overlijden in 1936, welke plaatsvond in Zwitserland waar hij op doktersadvies ter genezing was heen gegaan. Ook zijn tweelingbroer Daniel Constant Mees (1882-1955) was burgemeester.